# 平成23年台風第2号
平成23年台風第2号（へいせい23ねんたいふうだい2ごう、アジア名：ソングダー / Songda）は、2011年5月22日に発生した猛烈な台風である。後に局地激甚災害に指定された。

## 概要

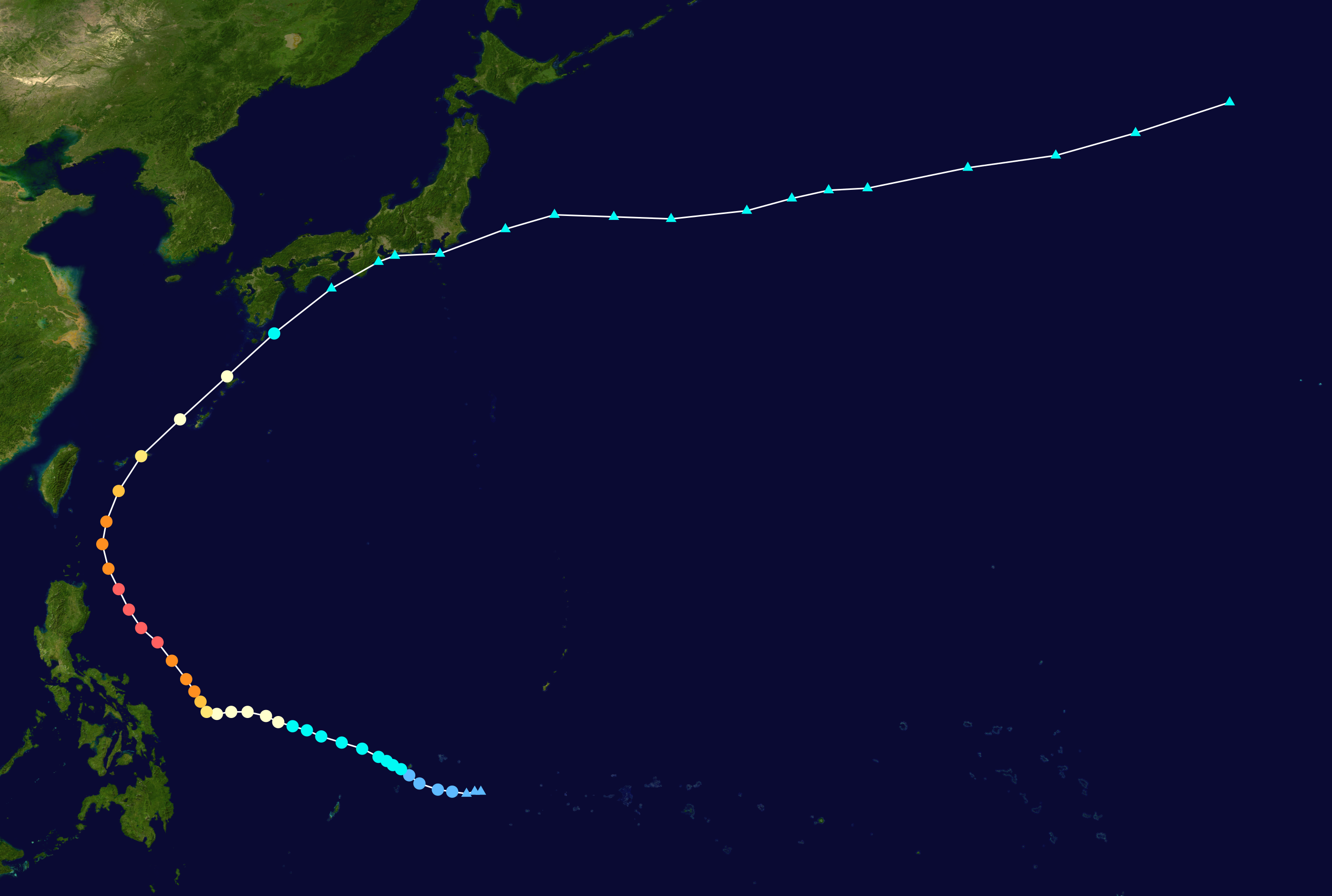
進路図

5月20日にカロリン諸島近海で発生した熱帯低気圧はゆっくりと西進。22日にフィリピン・ミンダナオ島の東の海上1,160kmで台風となった。23日にはフィリピン大気地球物理天文局（PAGASA）の監視領域（PAR）に入ったためフィリピン名チェデン（Chedeng）と命名されている。26日から27日にかけて中心気圧920ヘクトパスカルまで低下、カテゴリー5（猛烈な強さ）の勢力にまで発達した。針路を北寄りに変えて非常に強い勢力から強い勢力を保ったまま沖縄諸島に近づいて速度を早め、危険半円に入った沖縄では猛烈な風となった。強さのわりに強風半径の小さい台風だったため、台風が近づくと急激に風が強くなったのが特徴だった。
台風は四国沖で温帯低気圧に変わったが、活発になった梅雨前線の影響で国内の広い範囲で5月としては平成23年台風第1号につづいて記録的な豪雨をもたらした。5月の日本本土への台風接近は珍しく、温帯低気圧へ変わった後も、福井県で大雨が降る等大きな影響があった。

## 進路の経過
- 5月22日、午前3時頃日本のはるか南のカロリン諸島の東の海上で発生。
- 5月23日、フィリピンの東の海上を勢力を強めながら北上。
- 5月24日、暴風域を伴う台風に発達。
- 5月25日、中心の気圧が945hPaと非常に強い勢力になる。
- 5月26日、中心の気圧が920hPaと猛烈な勢力になる。（最低気圧）
- 5月27日、午後9時ごろに935hPaと弱まり始める。
- 5月28日、先島諸島が暴風域に入る。同日夜に沖縄本島が暴風域に[3]。
- 5月29日、鹿児島県と宮崎県の一部が暴風域に[8]。昼ごろ四国沖に達する。また、午後3時、四国沖で温帯低気圧に変わる。
- 6月2日午後3時、台風2号から変わった温帯低気圧が太平洋上で他の温帯低気圧に吸収され、消滅。

## 被害
フィリピンでは直撃こそ避けられたが、全土で洪水と地滑りが発生したため、約31万3,000人が自宅から避難した。ベンゲット州の金鉱山では大量の水が流れ込んで1人が死亡、マニラ南東のビコル地方でも2人が溺死した。
沖縄県では67人がけがをし、電気や通信設備などのライフラインがストップ。浸水や道路の冠水も多数。農業は平成15年台風第14号の65億9800万円を上回る70億6000万円あまりの大きな被害が出た。その他府県でも停電や道路の冠水・住宅などの浸水・川の氾濫などの被害が相次ぎ、愛媛県では冠水した道路でおぼれて1人が死亡し、長崎県と香川県でも行方不明者が出た。震災の被災地では、台風から変わった低気圧によって、本震以降では9月の台風15号が接近するまで最大の浸水･冠水となった。台風の号数としては過去最も若い番号で局地激甚災害に指定された。

## 記録
暴風域に入った沖縄県では、5月28日の最大瞬間風速が那覇市で55.3m/sを観測するなど5つの地点で50m/sを超えた。最大風速は名護市で観測史上最大となる36.2m/sを記録した。
5月としては記録的な大雨となった。5月28日に気象庁によるレーダー解析によるもので鹿児島県の屋久島北部付近で1時間に120ミリの猛烈な雨を観測して記録的短時間大雨情報が発表され、屋久島の24時間降水量は5月29日に観測史上最大となる457.5ミリに達した。福井県ではおおい町で370.0ミリを記録するなど、5月29日から30日にかけて5つの地点で24時間降水量が観測史上最大となった。

## その他
5月23日に九州南部が、同26日に中国、四国、近畿が、同27日に関東甲信、東海地方が過去にほとんど例のない早さで梅雨入りし、観測史上3番目から2番目に早いところが多かった。
5月28日、沖縄県の第十一管区海上保安本部が海難事故に備えて非常配備態勢に。また、同県内の主要港で船舶に対して避難勧告がされた。
東京電力福島第一原子力発電所事故で警戒区域にある福島県内の大熊町、楢葉町、富岡町の3町で行われる予定だった一時帰宅が中止された。